# Вукашин Вишњевац
Вукашин Вишњевац (Гацко, 15. јун 1939 — 26. септембар 2019) био је фудбалер и дугогодишњи фудбалски тренер у југословенској првој лиги, и иностранству. Радио је на Факултету за физичку културу. Имао је своју приватну фудбалску школу за дечаке.

## Каријера
Вукашин Вишњевац је рођен у Гацку. Детињство је провео у Сарајеву. Тренерску каријеру је започео у истарским клубовима.
У играчкој каријери играо је за ФК Сарајево, ФК Игман Илиџа, ФК Слога Добој, НК Истра и НК Ровињ.
Тренерску каријеру почео је са тренирањем пионира и јуниора Ровиња, Истре, да би са 34 године преузео тим Сарајева (1975—1977). На самом почетку сврстао се у тренере ствараоце: Вележ (1977—80), Олимпија (1980—81) и Вардар (1982—84). 2010. године се вратио у тренерску улогу у ФК Леотар. Као тренер предводио је и Војводину, зенички Челик и никшићку Сутјеску.
Интернационалац у клубовима Кувајта и Саудијске Арабије, селектор Фудбалске репрезентације Јордана.
У стручном штабу ФСЈ био је пуних 10 година. Радио је и као тренер младе репрезентације (до 21 године) са којом је био у финалу првенства Европе 1979. (Југославија - Источна Немачка 4:3). Златну медаљу освојио је и са медитеранском репрезентацијом 1979. у Сплиту. У улози тренера репрезентације, био је и на Светском првенству 1982. у Шпанији.

## Публикације
Године 2011, издао је спортско-биографску књигу "Од талента до аса - како?". Овај алманах је уједно водич за младе тренере, а у њој је Вишњевац пружио и увид функционисање најпознатијих фудбалских клубова тадашње Југославије .
Преминуо је 26. септембра 2019. у 80 години.